# Милија Вуковић
Милија Вуковић (Витошевац, 3. септембар 1947 — Крушевац, 16. април 2020) био је српски позоришни, телевизијски и филмски глумац. Имао је статус првака драме Крушевачког позоришта.

## Биографија
Милија Вуковић је рођен 3. септембра 1947. у Витошевцу код Ражња. Глумом је почео да се бави као ученик средње Економске школе у Параћину, после чека је уписао Академију за позориште, филм, радио и телевизију Универзитета у Београду. Мушки део његове класе, код професора Предрага Бајчетића, чинили су још Боро Стјепановић, Воја Брајовић, Владимир Јевтовић, Марко Николић и Тони Лауренчић. Студије је прекинуо на трећој години, због запаљења плућа и касније се није враћао на факултет. После опоравка је почео да игра у Крушевачком позоришту, где је дебитовао улогом Манета кујунџије у представи Зона Замфирова, 1973. године. Иако га је касније Вида Огњеновић позвала у београдско Народно позориште, Вуковић је одлучио да остане у Крушевцу, где је добио стан у ком је живео са породицом. Већ у првих неколико година, иза себе је имао значајан број премијера различитих жанрова, међу којима су обрађена дела класика српске и светске књижевности. Током 80-их година 20. века појавио се у филмовима Лагер Ниш, Кућа поред пруге и Нека чудна земља, а у наредној деценији играо је лик доктора Крсмановића у телевизијској серији Срећни људи.
Представа Ивкова слава, коју је Милија Вуковић режирао увршена је у програм трећег Фестивала драмских аматера Расинског округа, у извођењу аматерског глумачког ансамбла Дома културе из Бруса. Сарађивао је са алексиначким Театром 91, где је 2009. режирао комад Сироти мали хрчки, а наредне године играо је главну улогу у представи Доктор шустер. Током своје позоришне каријере добио је велики број награда, међу којима и награду за животно дело на 27. Нушићевим данима у Смедереву, 2010. године.
Своју најпознатију телевизијску улогу остварио је у серији сценаристе и редитеља Радоша Бајића, Село гори, а баба се чешља, где је тумачио улогу Митра из Дубича. У великом броју сцена из те серије појављивао се заједно са Милорадом Мандићем Мандом, са којим је нешто касније играо и у представи Пут око света. Улогу у том и комаду Дундо Мароје напустио је из личних разлога. Последњу филмску улогу одиграо је у наслову Горана Ерчевића Клевета из 2012. године, рађеном по истинитом догађају у селу Лаћислед код Александровца. Завршна шеста сезона серије Село гори, а баба се чешља приказивана је од јесени 2016. до православног Божића 2017. године. Милија Вуковић се појавио у епизоди Плотун. У марту 2018. додељена му је награда „Витез од чарапаније”.
Преминуо је 16. априла 2020. године, после дуге и тешке болести, а сахрањен наредног дана на крушевачком Новом гробљу. Због ванредног стања у Републици Србији, изазваног пандемијом вируса корона, комеморација је одложена за наредну сезону.

## Улоге

### Позоришне представе
- Зона Замфирова (1973) — Мане кујунџија[23]
- Аутобиографија (1973) — Прота[23]
- Јелисаветини љубавни јади због молера (1973)[23]
- Хроника о Мармеладовима (1973) — Раскољников[24]
- Николетина Бурсаћ (1974) — Талијан[24]
- Буба у уху (1974) — Турнел[24]
- Такав је положај живота (1974) — Иван[24]
- Хасанагиница (1974) — Бег Пинторовић[25]
- У агонији (1975) — Др Крижовец[25]
- Суђење Светозару Марковићу (1975) — Димитрије Стојковић[25]
- Концерт за виолину и оркестар [ Неточка Незванова ] (1975) — Јегор[25]
- Ивкова слава (1975) — Калча[26]
- Трамвај звани жеља (1976) — Ковалски[26]
- Чудо у Шаргану (1976) — Ставра[27]
- Азуса (1976) — Плави Морфан[27]
- Лажа и паралажа (1977, 2006) — Марко Вујић[27][28][29]
- Радован III (1977) — Јеленче[27]
- Летећа дружина Краљевић Марко (1977) — Краљ Вукашин, Краљевић Марко[30]
- Краљ Бетајнове (1978) — Макс[30]
- Камед за под главу (1978) — Новак[30]
- Тамо иза зелене стене (1978) — Јанко[30]
- Дундо Мароје (1978) — Помет[31]
- Буна на дахије (1978) — Старац Фочо[31]
- Покојник (1979) — Спасоје Благојевић[31]
- Арсеник и старе чипке (1979) — Поручник Руни[31]
- Барске даме (1979) — Врдумс[31]
- Кад се сунце рађа над Багдалом (1979) — Митке (Коштана)[32]
- Игре и надигравања (1979) — Димитрије[32]
- Суд (1980) — Војвода Дамњан[32]
- Дубоко плаво море (1980) — Милер[32]
- Сабља димискија (1980) — Газда Рођа[32]
- Спортинг лајф (1980) — Грбић[33]
- У Тополи вашар (1981) — Дича[33]
- У логору (1981) — Кадет Хорват[33]
- Коштана (1981) — Митке[34]
- Женидба (1982) — Жевакин[34]
- Балада о труби и облаку (1982) — Петар Мајцен, писац[34]
- Чиновничка комедија (1982) — чиновник / општински службеник[35]
- Лажди пажди (1982)[35]
- Кротка (1983) — Лихвар[35]
- Обешењак или довиђења, друже, довиђења (1983) — Обешењак[35]
- Таоци (1983) — Михајло Живић[35]
- Балкански шпијун (1983) — Илија Чворовић[36]
- Војник од чоколаде (1984) — Швајцарац[36]
- Кључ од шуме (1984) — Чика I[36]
- Сумњиво лице (1984) — Милисав[37]
- Клопка (1984) — Сидни Брул[37]
- Мрешћење шарана (1985) — Васа Вучуровић[37]
- Подвала (1985) — Неша Зелембаћ[37]
- Шовинистичка фарса (1985) — Слободан Михајловић[38]
- Пинокио (1985) — Ђепето[38]
- Ожалошћена породица (1986) — Агатон Арсић[38]
- Крај викенда (1986) — Он[38]
- Српски ревизор (1986) — Управник болнице[39]
- Комунистички рај (Народно позориште Ужице, 1986)[40]
- Вуков тестамент (1987) — Вук Стефановић Караџић[39]
- Клаустрофобична комедија (1988) — Вуле милиционер[41]
- Представа „Хамлета” у селу Мрдуша Доња (1988) — Мате Букарица[41]
- Браћа по оружју (1988) — Милорад Тимарац[42]
- Лазар, велики кнез (1989) — Вук Бранковић[41]
- Чаробњак из Оза (1989) — Чаробњак[41]
- Девета дефанзива (1990) — Боривој Чепевић[43]
- Бела бајка (1991) — Господар хиљаду ирваса[44]
- Генерали или сродство по оружју (1991) — Ђорђије Његован[44]
- Жак или покорност (1992) — Роберт - отац[44]
- Ђенерал Милан Ђ. Недић (1992) — официр[45]
- Шумски рај (1993) — Костић, народни посланик новог кова[45]
- Богаљ (1993) — управник[45]
- Лутам још витак (1993)[46]
- Волпоне или писац (1994) — Волпоне[46]
- Њујорк, прича са источне стране (1994) — Виктор[47]
- Шума (1995) — Восмибратов[48]
- Мирандолина (1995) — Маркиз од Форлипополија[47]
- Дервиш и смрт (1995, 2003) — Ахмед Нурудин[49][50]
- Тајни пламен (1996) — Директор[51]
- Путовање господина Перишона (1996) — командант Матије[52]
- Јаје (1996)[53]
- Дон Жуан (1997) — Дон Луј[54]
- Хасанагиница (1997) — Ефендија Јусуф[55]
- Ћелава певачица (1997) — Ватрогасни капетан[56]
- Отмица и вазнесење (1999) — Еврем Чехајић[57]
- Проклета авлија (1999) — Фра Петар[58]
- Повратак (Народно позориште Ужице, 2000)[59]
- Комшије су криве (Позориште Славија, 2000)[60]
- Пацоловац (2001) — Градоначелник[61]
- Корени (2001) — Аћим Катић[10]
- Полонеза Огињског — Сергеј (Народно позориште Ниш, 2001, у алтернацији са Петром Антићем)[62]
- Милош Велики — Нићифор Нинковић (Књажевско-српски театар, 2004)[63]
- Је ли било кнежеве вечере? — Господин Михајловић (Народно позориште Ниш, 2004)[64]
- Господин фока (Краљевачко позориште, 2003) — Самац[65][66]
- Сумњиво лице (2004) — Жика[67]
- Трвђава (2008) — Шехага Сочо[68][69]
- Свет (2008) — Тома Милентијевић[70]
- Запечатићемо вас (2009) — глас[71]
- Дундо Мароје (2009—2011) — Дундо Мароје[14][70]
- Запечатићемо вас (2009) — глас[72]
- Пут око света (2010—2011) — Човек с ногом[13][14][73]
- Доктор шустер („Театар 91” Алексинац, 2010)[7]
- Иза решетака (2011) — Илија Дабић[74][75][76]
- Пурпурно острво — Сизи Бузи други, Бели Арапин, Властодржац острва (у алтернацији са Зораном Карајићем, 2012)[77]
- Ваљевска болница (2016) — Војвода Живојин Мишић[78]

### Филмографија
| Год.       | Назив                               | Улога              |
| ---------- | ----------------------------------- | ------------------ |
| 1987.      | Лагер Ниш                           | Марко              |
| 1988.      | Кућа поред пруге                    | судија             |
| 1988.      | Нека чудна земља                    | стари шеф полиције |
| 1994—1996. | Срећни људи (серија)                | доктор Крсмановић  |
| 2004.      | Скела (ТВ филм)                     | Партијац           |
| 2006—2007. | Љубав, навика, паника (серија)      | начелник           |
| 2006—2007. | Агенција за СИС (серија)            | Мика               |
| 2008—2016. | Село гори, а баба се чешља (серија) | Митар из Дубича    |
| 2009.      | Село гори... и тако                 | Митар из Дубича    |
| 2010.      | Куку, Васа (серија)                 |                    |
| 2011.      | Нова Година у Петловцу (ТВ филм)    | Митар из Дубича    |
| 2012.      | Клевета                             |                    |